# James MacCleary
James Neville MacCleary est un homme politique libéral-démocrate britannique qui est député de Lewes depuis 2024. MacCleary est membre du conseil du comté d'East Sussex depuis 2021 et du conseil du district de Lewes de 2007 à 2015 et depuis 2019.

## Jeunesse et carrière
MacCleary est diplômé de l'Université du Kent avec un baccalauréat ès arts (BA) en politique et relations internationales, et de l'Université d'Oxford avec une maîtrise ès sciences (MSc) en études russes et est-européennes. Il travaille comme directeur et gestionnaire pour des organisations caritatives et de campagne, et dirige une entreprise fournissant des conseils et des formations en matière de communication et de protection des données,.

## Carrière politique
MacCleary est membre du conseil de district de Lewes pour le quartier de Bridge de 2007 à 2015 et représente le quartier de Newhaven South depuis 2019,. Il est le chef du groupe libéral-démocrate et est chef du conseil du 20 juillet 2020 au 15 juillet 2021,, puis du 18 juillet 2022 au 22 mai 2023,. Il alterne chaque année dans ce rôle avec Zoe Nicholson du Parti vert dans le cadre de l'Alliance coopérative,.
Lors des élections municipales de 2021, MacCleary est élu au conseil du comté d'East Sussex pour la circonscription de Newhaven et Bishopstone,. Il est auparavant membre du conseil municipal de Lewes de 2011 à 2015 et du conseil municipal de Newhaven de 2019 à 2023.
MacCleary se présente dans la circonscription de Lewes aux élections générales de 2024. Il bat Maria Caulfield, députée conservatrice sortante et ministre du gouvernement, avec une majorité de 12 624 voix. Lewes était auparavant détenue pour les Libéraux-démocrates par Norman Baker de 1997 à 2015,.